# Franklin (Idaho)
Pour les articles homonymes, voir Franklin.
Franklin est une ville américaine située dans le comté de Franklin en Idaho.
La ville est fondée en 1860 par des colons mormons. Elle est nommée en l'honneur de l'apôtre Franklin D. Richards (en). Bien que les colons pensaient se trouver dans le territoire de l'Utah, Franklin est la « première colonie permanente blanche de l'Idaho ».

## Démographie
| 1900 | 1910 | 1920 | 1930 | 1940 | 1950 |
| ---- | ---- | ---- | ---- | ---- | ---- |
| 435  | 534  | 589  | 531  | 523  | 467  |

| 1960 | 1970 | 1980 | 1990 | 2000 | 2010 |
| ---- | ---- | ---- | ---- | ---- | ---- |
| 446  | 402  | 423  | 478  | 641  | 641  |

Selon le recensement de 2010, Franklin compte 641 habitants. La municipalité s'étend alors sur 1,29 mille carré (3,34 km2), dont 1,26 mille carré (3,26 km2) de terres.